# Championnat de Maurice de football 2017-2018
Navigation
Saison précédente Saison suivante
La saison 2017-2018 de Barclays League est la soixante-quinzième édition de la première division mauricienne. Les dix meilleures équipes du pays s'affrontent à trois reprises au sein d'une poule unique. À la fin du championnat, les deux derniers du classement sont relégués et remplacés par les deux premiers de deuxième division.
C'est le club de Pamplemousses SC, tenant du titre, qui est à nouveau sacré cette saison, après avoir terminé en tête du classement final, ne devançant Roche-Bois Bolton City qu'à la faveur d'une meilleure différence de buts particulière. Il s'agit du cinquième titre de champion de Maurice de l'histoire du club qui réalise même le doublé en s'imposant en finale de la Coupe de Maurice, face au GRSE Wanderers, club de deuxième division.

## Les clubs participants
- AS Port-Louis 2000
- AS Quatre-Bornes
- Chebel Citizens FC - Promu de D2
- Pamplemousses SC
- Cercle de Joachim SC
- Entente Boulet Rouge - Promu de D2
- Savanne SC
- Petite Rivière Noire SC
- La Cure Sylvester
- Roche-Bois Bolton City

## Classement
Le classement est établi sur le barème de points classique (victoire à 3 points, match nul à 1, défaite à 0).
| Rang | Équipe                  | Pts | J  | G  | N | P  | Bp | Bc | Diff |
| ---- | ----------------------- | --- | -- | -- | - | -- | -- | -- | ---- |
| 1    | Pamplemousses SCT C     | 54  | 27 | 16 | 6 | 5  | 56 | 30 | +26  |
| 2    | Roche-Bois Bolton City  | 54  | 27 | 15 | 9 | 3  | 42 | 20 | +22  |
| 3    | AS Port-Louis 2000      | 53  | 27 | 15 | 8 | 4  | 51 | 28 | +23  |
| 4    | AS Quatre-Bornes        | 42  | 27 | 12 | 6 | 9  | 31 | 33 | -2   |
| 5    | Petite Rivière Noire SC | 38  | 27 | 10 | 8 | 9  | 50 | 42 | +8   |
| 6    | Cercle de Joachim SC    | 38  | 27 | 11 | 5 | 11 | 49 | 40 | +9   |
| 7    | La Cure Sylvester       | 29  | 27 | 7  | 8 | 12 | 34 | 42 | -8   |
| 8    | Savanne SC              | 29  | 27 | 8  | 5 | 14 | 39 | 60 | -21  |
| 9    | Entente Boulet RougeP   | 26  | 27 | 8  | 2 | 17 | 45 | 67 | -22  |
| 10   | Chebel Citizens FCP     | 10  | 27 | 1  | 7 | 19 | 20 | 55 | -35  |

| Légende : Qualifications et relégations | Légende : Qualifications et relégations                                                 |
| --------------------------------------- | --------------------------------------------------------------------------------------- |
|                                         | Qualification pour la Ligue des champions de la CAF 2018-2019                           |
|                                         | Qualification pour la Coupe de la confédération 2018-2019                               |
|                                         | Relégation directe en deuxième division                                                 |
|                                         | T : Tenant du titre P : Promu de deuxième division C : Vainqueur de la Coupe de Maurice |

## Bilan de la saison
| Championnat de Maurice de football 2017-2018 |                             |
| Champion                                     | Pamplemousses SC (5e titre) |
| Coupes et trophées                           |                             |
| Vainqueur de la Coupe de Maurice 2017-2018   | Pamplemousses SC            |
| Qualifications continentales                 |                             |
| Ligue des champions de la CAF 2018-2019      | Pamplemousses SC            |
| Coupe de la confédération 2018-2019          | GRSE Wanderers (D2)         |
| Promotions et relégations                    |                             |
| Promus en Barclays League                    | AS Rivière du Rempart       |
| Promus en Barclays League                    | AS de Vacoas-Phoenix        |
| Relégués en First League                     | Chebel Citizens FC          |
| Relégués en First League                     | Entente Boulet Rouge        |